# Огурек, Магдалена
Магдале́на Агне́шка Огу́рек (пол. Magdalena Agnieszka Ogórek; 23 февраля 1979, Рыбник, Польша) — польский левоцентристский политик, общественный деятель и историк, доктор гуманитарных наук.

## Биография
Дочь шахтера из Силезии. В 2002 году окончила магистратуру в Опольском университете, в 2003 году — аспирантуру в Варшавском университете. В 2009 году получила степень доктора философии (диссертация посвящена уравнительным ересям бегардов и вальденсов в Силезии и Моравии до конца XIV века). После этого она преподавала в Университете таможни и логистики в Варшаве, а также в Малопольском колледже в Кракове. В 2011 году выдвигалась кандидатом от СДЛС на парламентских выборах, но не прошла в сейм.
Снималась в нескольких телевизионных сериалах, преимущественно комедийных и в эпизодических ролях. Замужем за бывшим членом СДЛС Петром Мохначевским, имеет дочь (2005 г. р.). Беспартийная.

## Участие в выборах президента Польши в 2015 году
9 января 2015 выдвинута кандидатом на должность президента Польши от Союза демократических левых сил. Магдалена заявляла, что решительно осуждает «российскую агрессию против Украины», но будет стремиться к нормализации отношений с Россией. Также, по её словам, «мы не можем себе позволить, чтобы средства массовой информации в России определили нас врагом номер один».
В мае 2015 года критиковала президента Польши Бронислава Коморовского, которого обвиняла в «полном разрушении польско-российских отношений».
Российские эксперты не расценивали перспективы Огурек как значительные: отмечалось, что Магдалене «заметно не хватает политического опыта, а антироссийские настроения слишком распространены в польском обществе».
10 мая 2015 года на выборах президента Польши Огурек собрала 2,4 % голосов, показав самый неудачный результат для Союза демократических левых сил за историю Польши с 1990 года.